# Mitsubishi 2MB2
Il Mitsubishi 2MB2, identificato anche come  (わしがたしさくけいばくげきき? , bombardiere leggero sperimentale per l'esercito tipo Washi) fu un bombardiere leggero monomotore biplano sviluppato dall'azienda aeronautica giapponese Mitsubishi Jūkōgyō negli anni venti e rimasto allo stadio di prototipo.

## Storia del progetto
Nel 1925 il dipartimento responsabile dello sviluppo della componente aerea del Dai-Nippon Teikoku Rikugun, l'esercito imperiale giapponese, emise una specifica per la fornitura di un nuovo velivolo monomotore adatto a ricoprire il ruolo di bombardiere leggero, invitando la Kawasaki, Nakajima Hikōki e Mitsubishi a sviluppare un progetto atto allo scopo e fornire un prototipo da avviare a prove di valutazione.
Per il progetto la Mitsubishi interpellò l'ingegnere tedesco Alexander Baumann, docente presso l'Università di Stoccarda e disegnatore dei bombardieri pesanti R-Type per la Zeppelin-Staaken durante la prima guerra mondiale, con il compito di supervisionare il proprio ufficio di progettazione diretto da Nobushiro Nakata.
Il gruppo guidato da Baumann e Nakata avviò lo sviluppo di un velivolo caratterizzato dalla costruzione in tecnica mista, parte lignea e parte metallica, con fusoliera realizzata con struttura metallica ricoperta in tela che integrava i due abitacoli aperti in tandem, abbinata a una velatura velatura di tipo sesquiplana, ovvero con due piani alari e l'inferiore di apertura considerevolmente ridotta rispetto all'altro, dall'elevato allungamento alare, e collegati tra loro con una struttura a travatura reticolare di tipo Warren, dove i montanti interalari erano sostituiti da diagonali tesi e compressi. Il carrello d'atterraggio era un semplice biciclo fisso.
La propulsione era affidata a un motore Mitsubishi Hi V-12, l'Hispano-Suiza Lb prodotto su licenza, un 12 cilindri a V raffreddato a liquido azionante un'elica bipala lignea a passo fisso.
Il modello era in grado di trasportare un carico bellico di 800 kg in bombe da caduta e poteva contare come armamento difensivo su quattro mitragliatrici calibro 7,7 mm, due fisse in caccia azionabili dal pilota e due brandeggiabili in posizione dorsale e ventrale per il secondo membro dell'equipaggio.
Il prototipo, identificato dall'azienda come 2MB2 e, in base alle convenzioni dell'esercito allora vigenti, come bombardiere leggero sperimentale per l'esercito tipo Washi (Washi - aquila, in lingua giapponese), fu completato nel dicembre 1925. Le prove di volo che ne seguirono dimostrarono che il velivolo era dotato di buone prestazioni, superiori ai prototipi presentati da Kawasaki (una versione modificata del Dornier Komet/Do C) e Nakajima (il Breguet Bre 19), tuttavia la commissione di valutazione dell'esercito ritenne il modello costoso da costruire per la sua struttura complessa respingendolo assieme alle altre due proposte. L'esercito imperiale per equipaggiare la Dai-Nippon Teikoku Rikugun Kōkū Hombu decise invece di adottare una versione modificata del modello da attacco imbarcato per la Marina Tipo 13 ed entrato in servizio con la designazione "lunga" bombardiere leggero per l'esercito Tipo 87 (designazione aziendale 2MB1), nonostante avesse prestazioni e capacità di carico bellico inferiori.

## Utilizzatori
Giappone
- Dai-Nippon Teikoku Rikugun Kōkū Hombu